# Bessie Stringfield
Bessie B. Stringfield, née le 9 février 1911 à Kingston en Jamaïque et morte le 16 février 1993 à Opa-locka en Floride, est une motocycliste américaine, connue pour être la première femme afro-américaine à traverser les États-Unis en solitaire. Elle est également l'une des rares motocyclistes civiles à remplir la fonction d'estafette pour l'armée américaine pendant la Seconde Guerre mondiale,.
Pour avoir contribué à réduire les préjugés qu'affrontaient les femmes et les motocyclistes jamaïcains et américains, Bessie Stringfield a été inscrite au Motorcycle Hall of Fame. Un prix décerné par l'American Motorcyclist Association (AMA) a été nommé en sa mémoire le « Bessie Springfield Award ».

## Biographie

### Jeunesse
Bessie Stringfield, née Bessie Beatrice White, est la fille de Maggie Cherry et James White, Afro-Américains, basés à Edenton, en Caroline du Nord. Plus tard, elle donne un récit de sa vie selon lequel elle serait née à Kingston, en Jamaïque, en 1911 d'un père jamaïcain noir et d'une mère hollandaise blanche, James Ferguson et Maria Ellis. Des publications lui attribuent une date de naissance en février 1911 sous le nom de naissance Betsy Leonora Ellis, bien que son certificat de décès indique une naissance en mars 1911 à Kingston, et James Richard White et M. Cherry comme parents. Son dossier de sécurité sociale rapporte une date de naissance en mars 1912. D'autres documents publics confirment qu'elle est née en Caroline du Nord, de parents nommés Cherry et White. Esther Bennett, la nièce de Bessie Stringfield, a déclaré au New York Times en 2018 qu'elle avait menti sur ses origines. Ann Ferrar, auteure de la biographie autorisée de Bessie Stringfield et amie de cette dernière, rapporte qu'elle a aidé à perpétuer certains éléments réinventés par Bessie concernant sa vie parce qu'elle lui avait demandé « d'écrire sa vérité comme elle le ferait pour une amie », et que le fait que Bessie Stringfield « ait fui son passé » ne diminuait pas ses réalisations ou l'influence qu'elle pouvait avoir sur les jeunes générations.
D'après le récit populaire sur la vie de Bessie Springfield, sa famille aurait émigré à Boston quand elle était encore jeune. Ses parents seraient morts alors qu'elle avait cinq ans et elle aurait été adoptée et élevée par une Irlandaise. À l'âge de 16 ans, elle apprend à conduire sa première moto, une Indian Scout de 1928. En 1930, à l'âge de 19 ans, elle commence à voyager à travers les États-Unis. Après sept autres voyages de longue distance à travers les États-Unis, elle a finalement traversé 48 des États, et a visité l'Europe, le Brésil, et Haïti,. Pendant ce temps, elle gagne sa vie en effectuant des cascades à moto dans des spectacles de carnaval. En raison de sa couleur de peau, Bessie Stringfield se voit souvent refuser l'hébergement pendant son voyage, il lui arrive alors de dormir sur sa moto dans des stations-service. Parce qu'elle est une femme, on lui refuse des prix dans les courses sur piste plate auxquelles elle participe.

### Seconde Guerre mondiale et après-guerre
Pendant la Seconde Guerre mondiale, Bessie Stringfield travaille dans le courrier civil de l'armée américaine, et transporte des documents entre les bases de l'armée nationale. Elle suit une formation rigoureuse et conduit sa propre Harley-Davidson bleue de 61 pouces cubes. Au cours de ces quatre années de service pour l'armée, elle traverse huit fois les États-Unis. Elle est régulièrement victime de racisme pendant cette période, et aurait été délibérément renversée par un homme blanc en pick-up lors d'un voyage dans le Sud.
Dans les années 1950, Bessie Stringfield déménage à Miami, en Floride, où la police locale lui a dit dans un premier temps que « les femmes nègres ne sont pas autorisées à conduire des motos ». Après plusieurs arrestations et à la suite du harcèlement que lui font subir les policiers, elle rend visite au capitaine de la police. Ils se rendent dans un parc voisin pour qu'elle puisse prouver ses capacités de conduite, elle obtient alors l'autorisation de conduire une moto de la part de ce dernier, et cesse d'avoir des problèmes avec la police.
Elle se forme comme infirmière et fonde le Iron Horse Motorcycle Club. Son talent et ses extravagances dans les salons de moto attirent l'attention de la presse locale, ce qui lui vaut le surnom de « The Negro Motorcycle Queen ». Ce surnom devient plus tard « The Motorcycle Queen of Miami », un surnom qu'elle porte pour le reste de sa vie.

### Vie privée
Elle se marie et divorce six fois. Elle perd trois bébés durant son premier mariage. Elle garde le nom de famille de son troisième mari, Arthur Stringfield.
Bessie Stringfield meurt en 1993 d'une maladie cardiaque. Elle roule à moto jusqu'à la veille de sa mort. Robert Scott Thomas, dont la famille l'employait comme femme de ménage quand Thomas était enfant, est nommé exécuteur testamentaire et bénéficiaire de sa succession, à l'insu de ses proches à l'époque.

## Postérité
En 2000, l'American Motorcycle Association (AMA) crée le Bessie Stringfield Memorial Award pour honorer les réalisations exceptionnelles des femmes motocyclistes,. Bessie Stringfield est intronisée au Motorcycle Hall of Fame en 2002. En 1990, l'AMA lui rend hommage dans son exposition inaugurale « Heroes of Harley-Davidson » car elle avait possédé 27 de leurs motos.
En 2014 est fondée, aux États-Unis, une course moto féminine intitulée Bessie Stringfield All Female Ride.
En 2017, le site web Timeline publie gratuitement et en ligne un court-métrage sur Bessie Stringfield : Meet Bessie Stringfield, the Black 'Motorcycle Queen'.
En 2018, le New York Times publie sa nécrologie.
Un comics de Joel Christian Gill intitulé Bessie Stringfield: Tales of the Talented Tenth, No. 2 a été publié.